# Per Nilsson
Per Jörgen Nilsson (Härnösand, Suecia, 15 de septiembre de 1982) es un exfutbolista sueco que jugaba como defensa.
El 15 de diciembre de 2016 anunció su retirada. Desde julio de 2018 hasta junio de 2022 fue director deportivo de los equipo sub-16 a sub-19 del RB Leipzig.

## Selección nacional
Fue internacional con la selección de fútbol de Suecia en 16 ocasiones y no anotó goles.

## Clubes
| Club                | País      | Año       |
| ------------------- | --------- | --------- |
| IFK Timrå           | Suecia    | 1998      |
| GIF Sundsvall       | Suecia    | 1999-2001 |
| AIK Solna           | Suecia    | 2001-2004 |
| Odd Grenland BK     | Noruega   | 2005-2007 |
| TSG 1899 Hoffenheim | Alemania  | 2007-2010 |
| F. C. Núremberg     | Alemania  | 2010-2014 |
| F. C. Copenhague    | Dinamarca | 2014-2016 |

## Palmarés

### Campeonatos nacionales
| Título                 | Club             | País      | Año  |
| ---------------------- | ---------------- | --------- | ---- |
| Copa de Dinamarca      | F. C. Copenhague | Dinamarca | 2015 |
| Copa de Dinamarca      | F. C. Copenhague | Dinamarca | 2016 |
| Superliga de Dinamarca | F. C. Copenhague | Dinamarca | 2016 |

## Vida personal
Su hermano menor Joakim Nilsson, también es futbolista profesional.